# Pansori
Le pansori (en hangeul coréen : 판소리) est l'art coréen du récit chanté, accompagné au janggu (장구, sorte de tambour) à double face. Il est particulièrement caractéristique de la musique coréenne, par la difficulté de sa technique vocale, son rythme et ses mélodies. Pansori signifie chant du lieu public, du marché (Pan (판) : la place publique dans les villages, où peuvent avoir lieu des cérémonies chamaniques, des spectacles ou des marchés, et sori (판소리) : chant ou bruit ; selon Ahn Sook-sun, le « sori (bruit) était le terme péjoratif qualifiant la parole ou le chant de quelqu'un qui, dans la hiérarchie sociale, n'a pas droit au respect »).
Il en existe deux écoles principales :
- la première, masculine, énergique et gaie, au tempo rapide ; c'est le dongpyeonje ;
- la seconde, féminine, nostalgique et lyrique, au tempo plus lent ; le seopyeonje.

## Histoire
Ce genre est apparu au XVIIIe siècle, au cours de la période Chosŏn. Au départ, les chanteurs de pansori accompagnaient les chamans (d'où le côté mystérieux et "inhumain"), avant de devenir des artistes itinérants. Cet art n'est d'abord apprécié que des paysans, puis gagne ses lettres de noblesse au XIXe siècle et est représenté devant les fonctionnaires, qui parfois parrainent les chanteurs. Au XXe siècle, il connaît un certain déclin sous l'occupation japonaise. Après 1945, il disparait presque de Corée du Sud, les plus grands chanteurs partant pour le Nord, comme Park Tong-sil, qui adapta au pansori 70 sujets révolutionnaires. Il ne connaît un renouveau que sous Park Chung-hee, et surtout il commence à séduire la jeunesse après la sortie du film La Chanteuse de pansori (et Le Chant de la fidèle Chunhyang), du réalisateur Im Kwon-taek, en 1993.
Art populaire, on ne connaît pas les auteurs des pièces les plus anciennes, qui se sont transmises oralement. De plus, sur les douze pansoris les plus anciens, ne subsistent que  Chunhyang-ga, Simcheong-ga, Heungbu-ga, Jeokbyeok-ga et Sugung-ga, qui sont inscrits au patrimoine culturel immatériel de l'humanité par l'UNESCO.
Ces pansoris sont inspirés de romans plus anciens. Ils présentent les cinq relations :
- père-fils ;
- mari-femme ;
- frère-sœur ;
- amis ;
- maître-sujet.

## Thèmes et interprétation
Le pansori décrit des scènes réalistes, paysages, scènes de genre, vies de personnages célèbres. Le chanteur ou la chanteuse (myeongchang) interprète, debout, tous les personnages de manière chantée. Le myeongchang utilise aussi le mime (notamment, il mime les décors avec son éventail). Quelques passages sont parlés.
Le pansori comptait douze sortes de madangs (histoires) ; actuellement, seuls cinq subsistent.
La voix du myeongchang est très éloignée du chant d'opéra occidental, elle est plus gutturale, et son rythme saccadé confère une aura de mystère au narrateur. Le joueur de tambour rythme le récit, par son instrument, mais aussi de la voix (« jotta ! », « eulsigu ! » ).
Un pansori complet dure de quatre à six heures, mais il arrive qu'on ne joue que les morceaux fameux d'un ou de plusieurs opéras au cours d'une représentation. L'essentiel de l'intérêt d'une représentation vient de l'interprétation du myeongchang, les textes lui laissant toute latitude pour improviser.
Chanteurs célèbres de pansori :
- Im Bang-ul (1905-1961)
- Bae Il-dong (né en 1965)

## Liste de pansoris
- Byon Gangsoe Chon (ou Histoire de Byon Gangsoé)
- Chunyang-ga (ou Le Chant de la fidèle Chunhyang)
- Simcheong-ga
- Heungbu-ga (Le dit de Heungbo)
- Jeokbyeok-ga
- Sugung-ga (Le dit du palais sous les mers)

## Adaptations modernes
Le Chant de la fidèle Chunhyang est une adaptation moderne en film du Chunhyangga.
Le dit de Shim Chong (Korean: 심청전; MR: Shim ch'ŏng chŏn) de 1985 est lui lié au Simcheongga.